# بشير دوادي
بشير دوادي (ولد في 11 ديسمبر 1953 في شلغوم العيد) هو لاعب جزائري لكرة القدم، قضى مشواره الكروي كاملًا بين هلال شلغوم العيد وشبيبة القبائل. وكان أيضا عضوا في المنتخب الوطني الجزائري من 1976 إلى 1979.

## المسيرة الدولية
في عام 1979، كان دوادي عضوا في المنتخب الوطني الجزائري التي فازت بالميدالية البرونزية في ألعاب البحر الأبيض المتوسط 1979.

## التتويجات

### النوادي
شبيبة القبائل
- البطولة الجزائرية الوطنية (2): 1977، 1980
- كأس الجزائر (1): 1977

### دوليًا
الجزائر
- ألعاب البحر الأبيض المتوسط 1979 : ميدالية برونزية